# Temnothorax rottenbergii
Temnothorax rottenbergii is een mierensoort uit de onderfamilie van de Myrmicinae. De wetenschappelijke naam van de soort is voor het eerst geldig gepubliceerd in 1870 door Emery.